# آمادئوی یکم
آمادئوی اول اسپانیا (انگلیسی: Amadeo I of Spain; ۳۰ مهٔ ۱۸۴۵ – ۱۸ ژانویهٔ ۱۸۹۰) پادشاه اسپانیا در سال‌های ۱۸۷۰ تا ۱۸۷۳ میلادی بود. او دومین پسر ویکتور امانوئل دوم، پادشاه ایتالیا بود و برای عمومیت خود به عنوان دوک آئستا شناخته شد، اما به‌طور مختصر به عنوان پادشاه اسپانیا از سال ۱۸۷۰ تا ۱۸۷۳ سلطنت کرد.